# Polen i olympiska vinterspelen 2010
Polen deltog vid de olympiska vinterspelen 2010 med 50 tävlande.

## Medaljer

### Guld
- Längdskidåkning
  - Masstart 30 km: Justyna Kowalczyk

### Silver
- Backhoppning
  - Normal backe: Adam Małysz
  - Stora backen: Adam Małysz
- Längdskidåkning
  - Sprint: Justyna Kowalczyk

### Brons
- Längdskidåkning
  - Dubbeljakt: Justyna Kowalczyk
- Hastighetsåkning på skridsko
  - Lagtempo damer: Katarzyna Bachleda-Curuś, Katarzyna Woźniak, Luiza Złotkowska